# Claude R. Kirk
Claude Roy Kirk, Jr., född 7 januari 1926 i San Bernardino, Kalifornien, död 28 september 2011 i West Palm Beach, Florida, var en amerikansk politiker. Han var den 36:e guvernören i delstaten Florida 1967-1971. Han var den första republikanska guvernören i Florida efter rekonstruktionstiden.
Kirk avlade 1949 juristexamen vid University of Alabama. Han deltog både i andra världskriget och i Koreakriget i USA:s marinkår. Därefter gjorde han en framgångsrik karriär inom försäkringsbranschen i Florida.
Kirk var först med i demokraterna. Han bytte sedan parti till republikanerna och stödde Richard Nixon i presidentvalet i USA 1960. I senatsvalet 1964 utmanade han utan framgång sittande senatorn Spessard Holland.
Kirk besegrade borgmästaren i Miami Robert King High i guvernörsvalet 1966. Han förlorade 1970 års guvernörsval mot utmanaren Reubin Askew.